# Clara Wagner

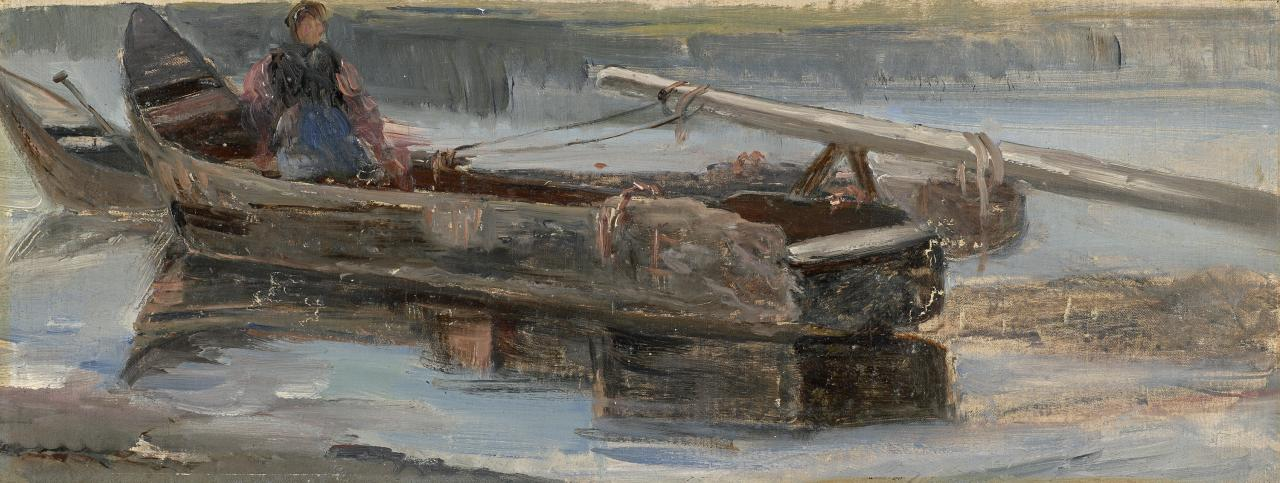
Bootsstudie, 1860er Jahre.

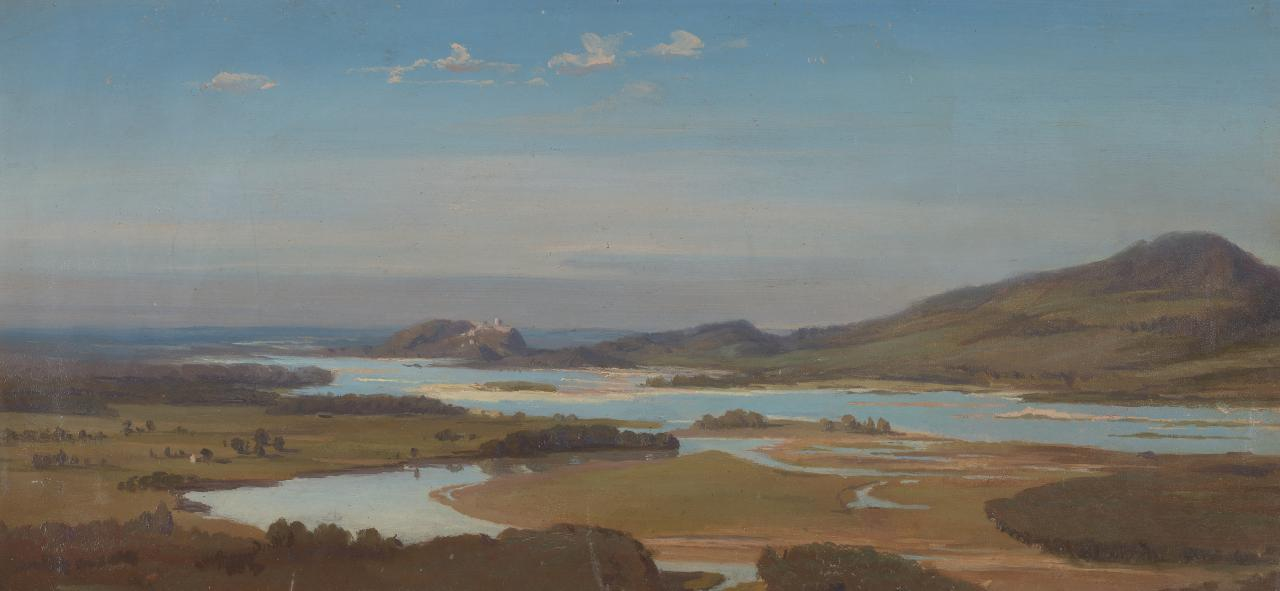
Landschaft bei München (Isar?)

Clara Wagner, verh. Folingsby (* 1839? in München?; † 1873? ebenda?) war eine deutsche Landschaftsmalerin des 19. Jahrhunderts.

## Leben

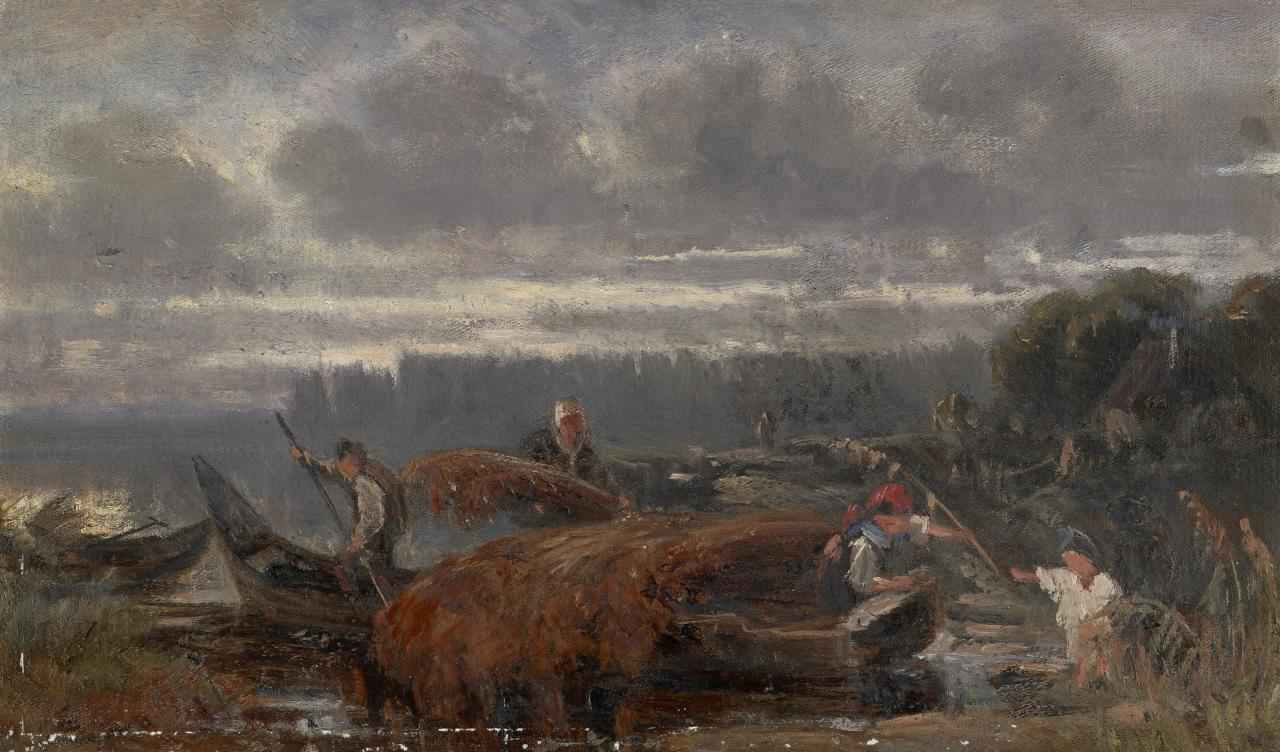
Schilfrohrernte am Chiemsee

Die Lebensdaten und der Werdegang Clara Wagners liegen im Dunkeln. Wahrscheinlich war sie Studentin an der Münchner Akademie, wo sie wohl auch ihren späteren Ehemann kennen lernte. Ende der 1860er Jahre heiratete sie den irischen Maler George Folingsby (1828–1891), der bei Karl von Piloty (1826–1886) studiert hatte. 1869 wurde ihre Tochter Eleanor Clara geboren; um 1873 starb Clara Folingsby.
Sie war eine anerkannte Künstlerin, die in einer Würdigung der Presse von 1871 als „eine der eindringlichsten und brillantesten unserer Münchner Malerinnen“ bezeichnet wurde.
Ursprünglich wurden etwa 125 Studien von Clara Folingsby für die National Gallery of Victoria (NGV) erworben, wie aus dem Jahresbericht der NGV für 1891 (ohne nähere Angaben) hervorgeht, was im Großen und Ganzen mit der unveröffentlichten Liste der Erwerbungen der Galerie vor 1905 übereinstimmt. Diese Studien stammen offensichtlich aus dem Nachlass ihres Mannes, zusammen mit einer Reihe von Skizzen und Studien, die George Folingsby selbst angefertigt hatte. Später wurden viele dieser Werke an verschiedene Schulen in Melbourne und regionale Galerien ausgeliehen, und nur etwa 70 davon scheinen sich noch im NGV zu befinden, vor allem Landschaften aus Bayern, Irland usw., meist auf Papier und Karton aufgezogen.

## Werke

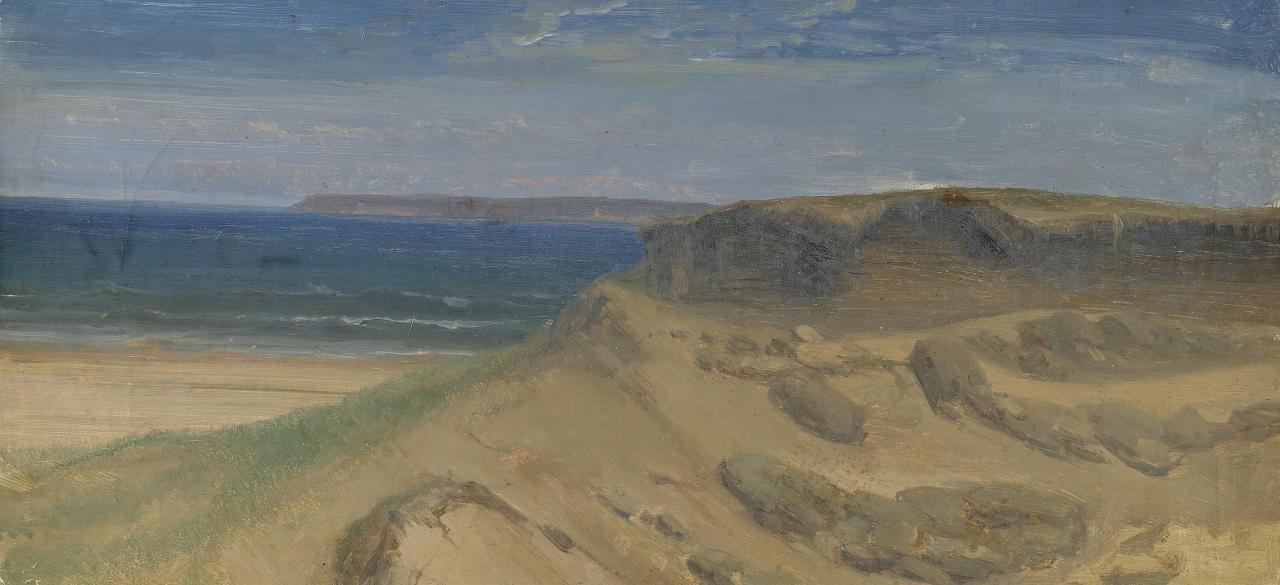
Irische Küste.
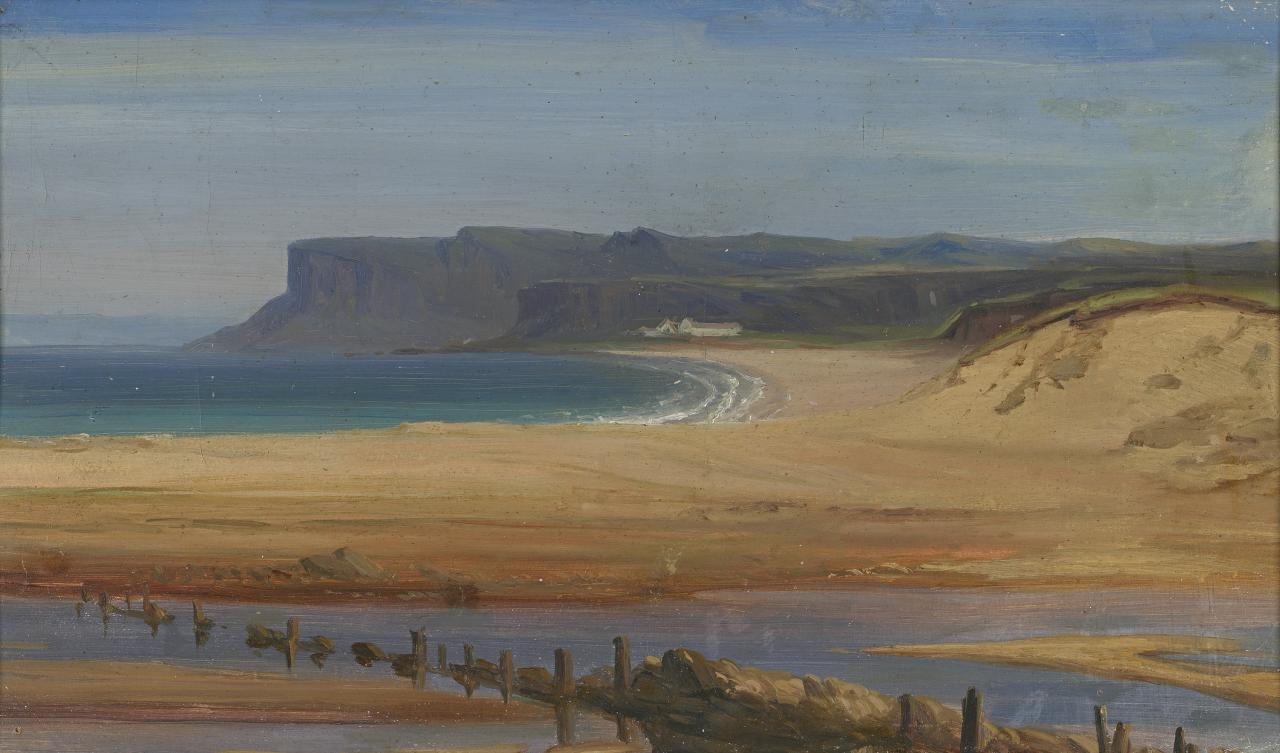
Ballycastle Beach und Fair Head, Irland.
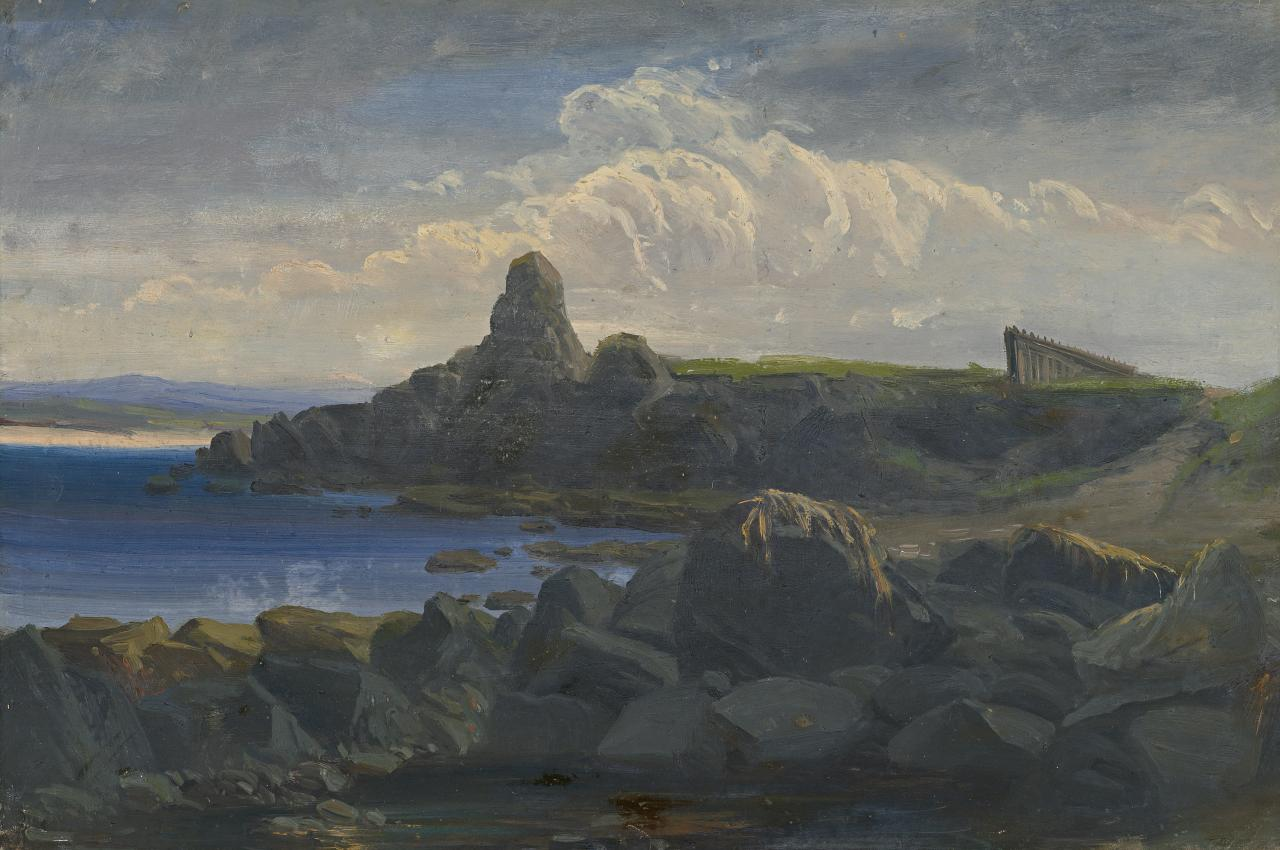
Felsige Küstenlandschaft, Irland.
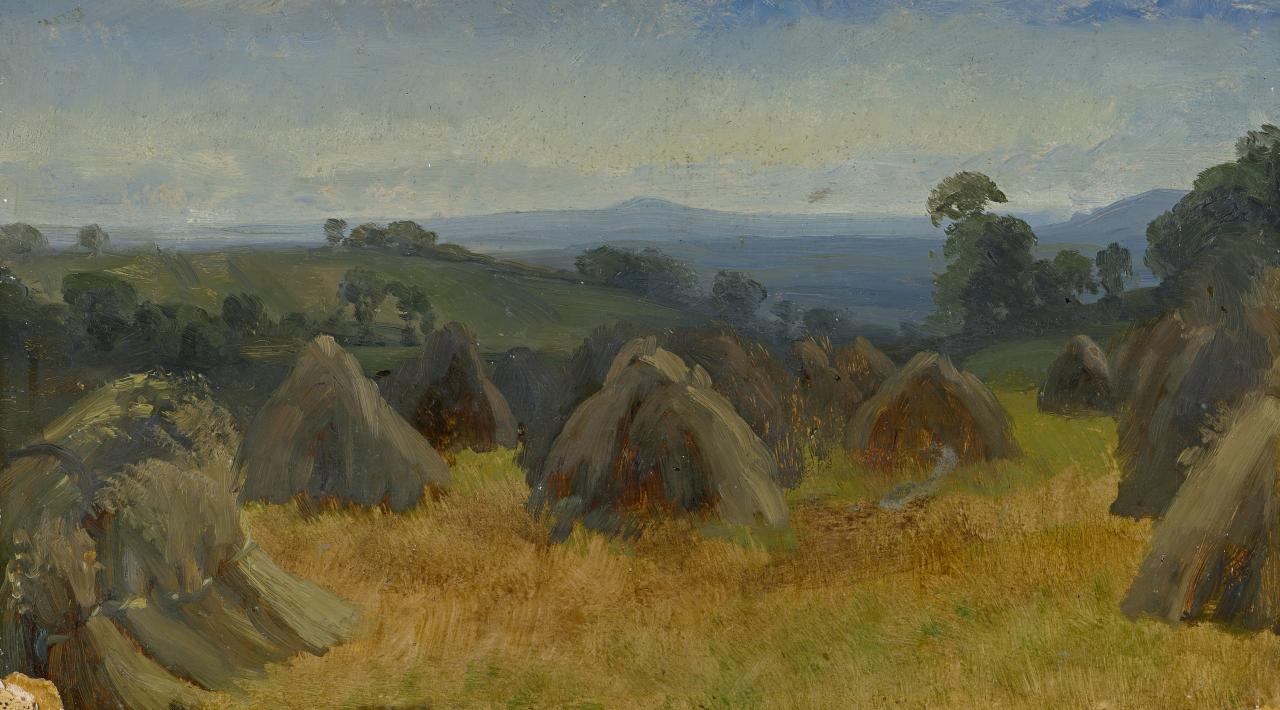
Maisfeld in Irland.
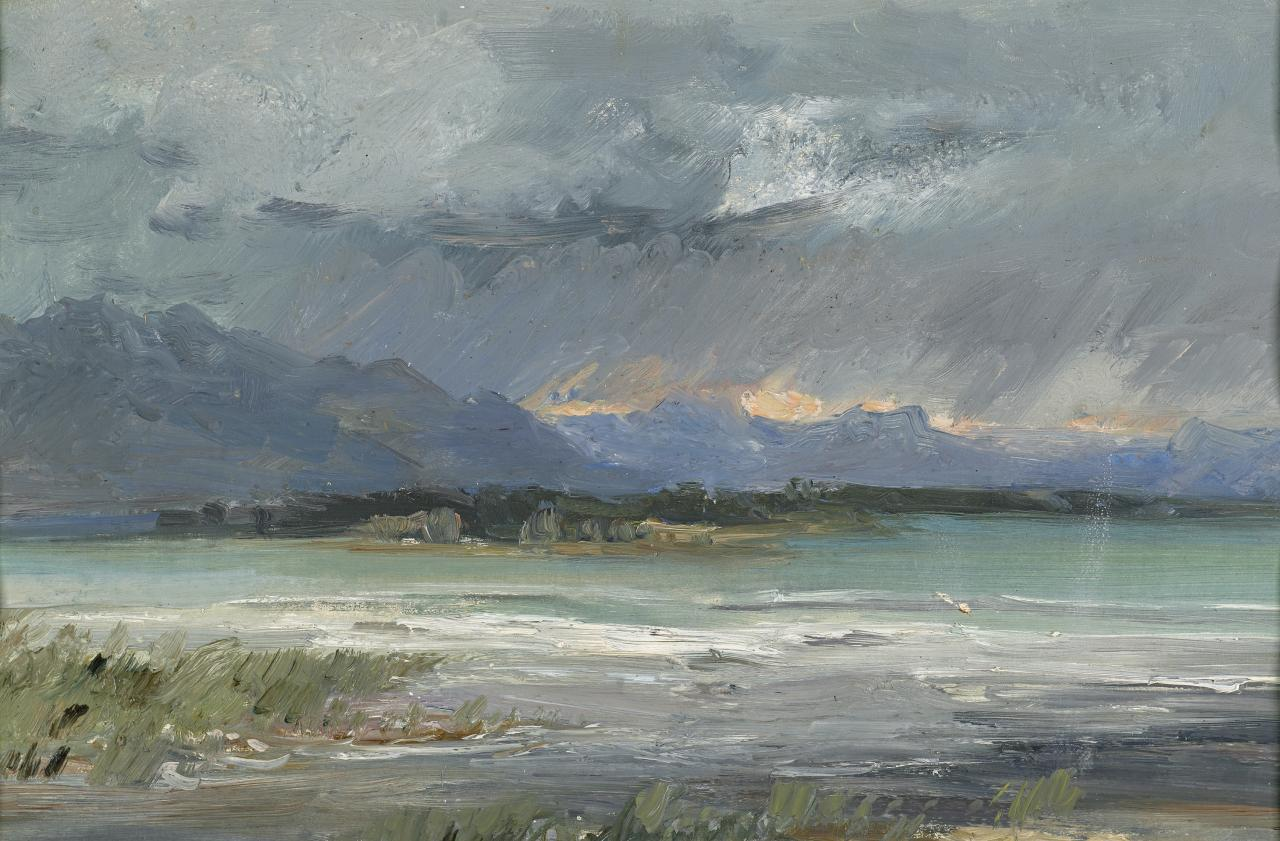
Sturm am Chiemsee.
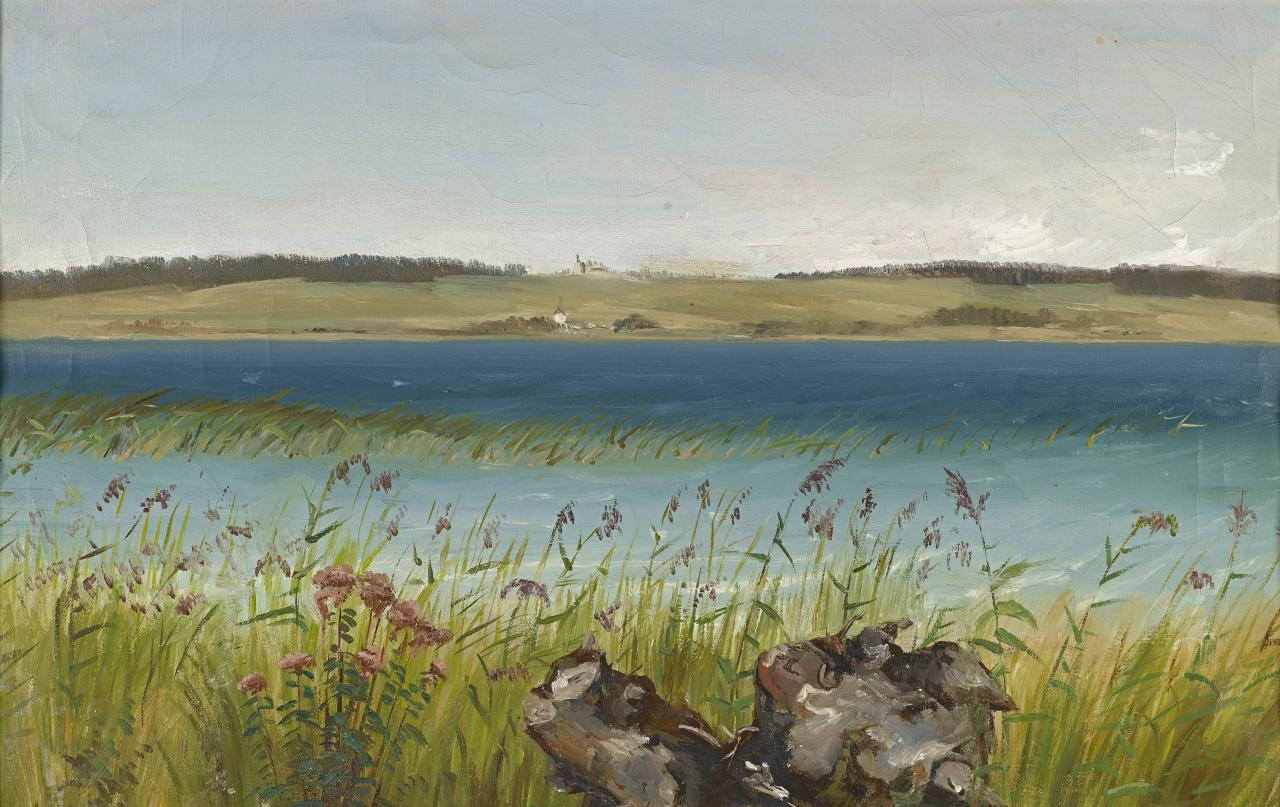
Starnberger See.
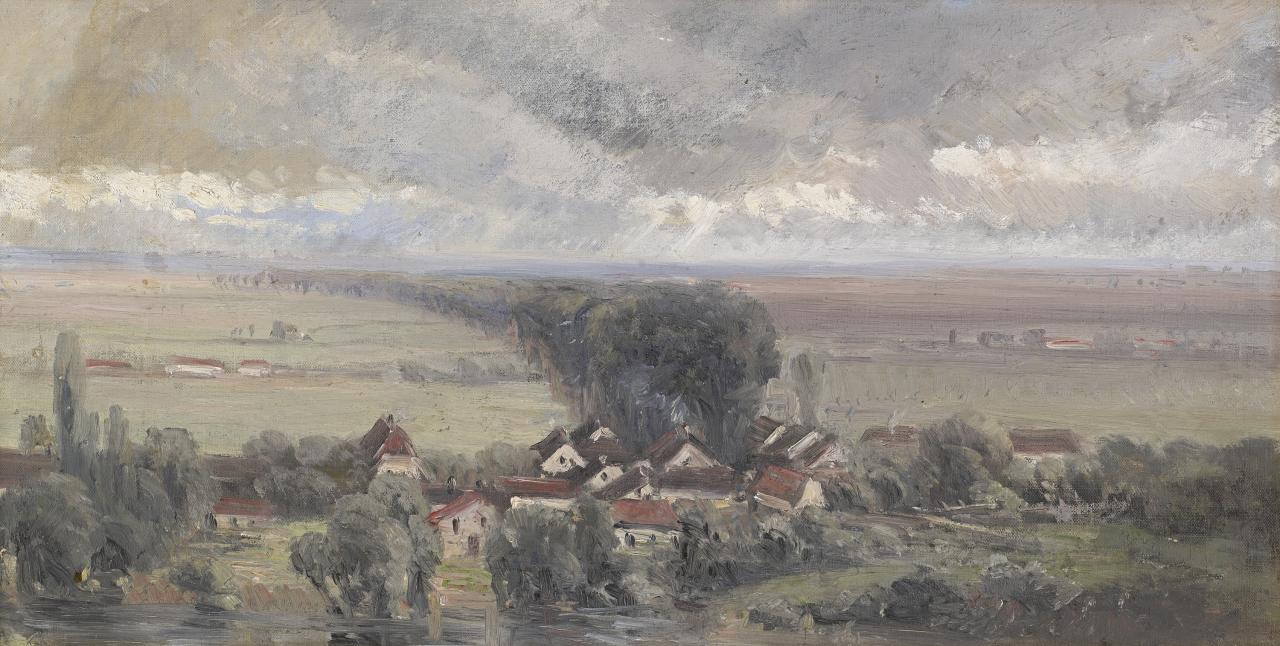
Landstraße von Dachau nach München.
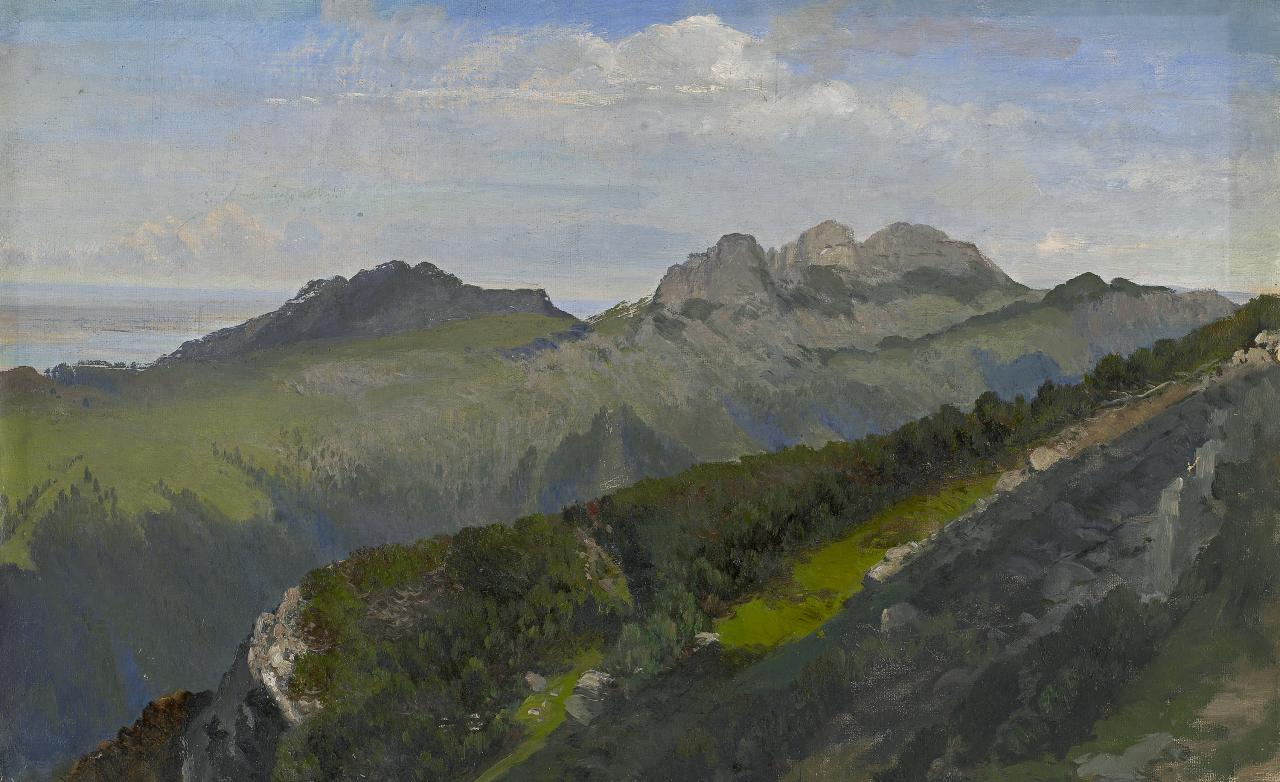
Kampenwand in den Chiemgauer Alpen.